# Dibbern (Porzellan)
Die Dibbern GmbH ist ein familiengeführter deutscher Premium-Hersteller von Porzellan-, Glas- und Textilprodukten im Bereich Tischkultur mit Sitz in Bargteheide.
Gegründet wurde das Unternehmen 1966 von Bernd T. Dibbern (1941–2022), der zuvor als Importeur skandinavischer Porzellanprodukte tätig war.
1982 gelang Dibbern mit der Produktreihe Solid Color der internationale Durchbruch zur Lifestyle-Marke. Die auf einer Form der frühen 1930er Jahre basierende Serie wurde mit verschiedenen Designpreisen ausgezeichnet. Bis heute ist Dibbern für Solid Color – schlichte Form kombiniert mit moderner Farbpalette – bekannt.
1997 wiedereröffnete die Dibbern GmbH das traditionsreiche Porzellanwerk in Hohenberg an der Eger (ehemals C.M. Hutschenreuther) nahe der tschechischen Grenze und produziert dort seitdem feines Knochenporzellan (Fine Bone China). Teller, Schalen und Tassen aus Fine Bone China werden im Gegensatz zum maschinellen Pressen noch nach traditioneller Art gedreht, wodurch unter anderem eine besonders hohe Kantenschlagfestigkeit erreicht wird.
Das hochwertige und puristische Glassortiment von Dibbern wird nach eigenen Entwürfen ausschließlich in europäischen Manufakturen hergestellt.
Zu den Unternehmenskunden zählen unter anderem Hapag-Lloyd Cruises, das Hotel Adlon, das deutsche Bundeskanzleramt und die Lufthansa.